# Jacques Desrosiers
Pour les articles homonymes, voir Desrosiers.
Jacques Desrosiers (né officiellement le 8 juillet 1938 à Montréal, mort le 11 juin 1996 à Montréal) était un comédien, humoriste et chanteur québécois. Il est surtout connu pour son interprétation du célèbre personnage de Patof. Fils du comédien burlesque Pierre Desrosiers et de Lucienne Fleury, il était également le frère des chanteurs André Fontaine et Édouard Desrosiers.

## Début de carrière
Jacques Desrosiers a commencé sa carrière en 1956 en tant qu'imitateur et fantaisiste aux émissions Paillette et Music-Hall diffusées sur la télévision de Radio-Canada (RC). Il a rapidement présenté ses propres spectacles, mêlant chansons fantaisistes, parodies et imitations, dans les cabarets du Québec, notamment au Casa Loma de Montréal.
Certaines de ses parodies, telles que la Java à Lumina, Le Peddler et La Machine à laver ont connu un succès notable. En 1963-1964, il a participé à la revue Zéro de conduite aux côtés de Dominique Michel, Denise Filiatrault et Donald Lautrec, et il a également joué dans la comédie musicale de Clémence Desrochers intitulée Le vol rose du Flamant en 1964.

## Télévision
De 1968 à 1973, Jacques Desrosiers a animé plusieurs émissions de variétés à Télé-Métropole (TM), telles que Les trois cloches, Vaudeville, Café terrasse et Madame est servie.
Cependant, c'est à travers le personnage du clown Patof, créé en janvier 1972 dans le cadre de l'émission Le Cirque du Capitaine, que Desrosiers a connu la gloire. Il a battu des records de vente avec la chanson Patof Blou, une adaptation du titre Mamy Blue d'Hubert Giraud, et a lancé une série d'albums en collaboration avec Gilbert Chénier. Il a également fondé les Entreprises Patof, qui ont commercialisé divers articles à l'effigie du clown destinés aux enfants.
Par la suite, Desrosiers a animé Patofville de 1973 à 1976, Patof raconte diffusée les week-ends entre 1975 et 1976, ainsi que Patof voyage de 1976 à 1977, toujours à CFTM. Il a ensuite créé un autre personnage pour enfants, nommé Eugène, qui évoluait aux côtés de la marionnette Monsieur Tranquille (interprétée par Roger Giguère). Jacques Desrosiers a également tenu un rôle dans l'émission Chez Denise.

## Le phénomène Patof
La popularité de Patof a marqué l'histoire de la télévision au Québec. Cette section explore le phénomène Patof et son impact sur la carrière de Jacques Desrosiers.

### L'ascension de Patof et son impact initial
L'engouement suscité par Patof au Québec a été véritablement phénoménal. Les enfants ont rapidement développé un attachement profond à ce personnage, qui est devenu un compagnon fidèle de leurs moments télévisés. Chaque épisode de l'émission était attendu avec une impatience palpable, offrant aux jeunes téléspectateurs la possibilité de s'immerger dans les folles aventures de Patofville.
Il est essentiel de noter que, malgré sa popularité, Patofville n'avait pas pour objectif principal d'être une émission éducative. Son but premier était de fournir un divertissement pur et simple. Cependant, les qualités divertissantes de l'émission ne se limitaient pas exclusivement aux enfants. Les parents appréciaient également la qualité du divertissement qu'elle offrait. Les messages positifs et les valeurs transmis par le personnage de Patof en ont fait une expérience familiale appréciée de tous.
Jacques Desrosiers avait 33 ans en 1972, au moment de la création de Patof , et il avait déjà accumulé 16 années d'expérience dans les cabarets et sur la scène artistique. Son talent exceptionnel dans l'interprétation de ce personnage de clown a été largement salué par la critique et le public, ce qui a contribué à faire de lui une figure incontournable du milieu artistique québécois de l'époque.
L'impact de Patof ne s'est pas limité à l'écran de télévision. Le personnage est devenu une véritable icône de la culture populaire québécoise. L'effigie de Patof a envahi le marché avec une gamme de produits dérivés, et des spectacles ont été organisés pour répondre à la demande des enfants. De plus, le succès obtenu par Patof dans le domaine musical a été tout aussi remarquable, avec des numéros un aux palmarès et des certifications reçues pour 300 000 ventes d'albums et de 45 tours au cours des deux premières années de la création de Patof.
Cependant, dès que la commercialisation de Patof a pris de l'ampleur en raison de son immense popularité et de ses ventes prolifiques, les critiques ont commencé à se faire entendre. Dans la société québécoise des années 70, cette réussite a parfois suscité de la jalousie, et Jacques Desrosiers est devenu la cible de critiques acerbes. Certains reprochaient la commercialisation excessive du personnage auprès des enfants, remettant en question la qualité de certaines marchandises, et exprimant des réserves quant à l'aspect éducatif de l'émission.
De plus, la présence promotionnelle de Patof s'étendait à ses propres émissions, aux autres émissions où il était invité pour interpréter ses chansons, ainsi que pendant les publicités de ces émissions. Au Québec, cette saturation publicitaire a également été critiquée, car elle contribuait à la commercialisation intensive du personnage auprès des jeunes téléspectateurs. Cela suscitait ainsi des interrogations sur l'influence de cette promotion sur les choix de consommation des enfants.
Il est important de noter qu'en 1973, au Québec, il n'existait pas de réglementation spécifique concernant la publicité destinée aux enfants à la télévision. Les lois en vigueur se concentraient davantage sur la protection générale des consommateurs, et les préoccupations concernant l'impact de la publicité sur les enfants et leurs choix de consommation ont évolué au fil des années. Cela a finalement conduit à l'élaboration de réglementations plus strictes au Canada et au Québec. Par exemple, en 1980, le Code canadien des normes de la publicité à la télévision a introduit des lignes directrices spécifiques pour protéger les enfants contre les publicités trompeuses et excessives, marquant ainsi un changement par rapport à la situation en 1973.
Cette période d'ascension de Patof a donc été marquée par un changement de perception à son égard, ouvrant la voie à de nouveaux défis pour Jacques Desrosiers.

### L'année 1975: le décès de Gilbert Chénier
Au tout début de la troisième saison de Patofville, une tragédie a frappé son univers féérique et coloré. Gilbert Chénier, l'homme qui avait contribué de manière significative à l'écriture et au développement de l'émission, s'est éteint prématurément. Cette année-là, Patofville était déjà bien établie comme un incontournable de la télévision québécoise, mais elle allait devoir faire face à des défis inattendus.
Gilbert Chénier et Jacques Desrosiers avaient déjà tissé des liens professionnels étroits depuis la fin des années 60. Leur première collaboration s'était produite lors de la série télévisée Vaudeville, où une alchimie s'était immédiatement créée entre les deux artistes. Jacques Desrosiers décrivait Gilbert Chénier comme un « gros bonhomme sympathique » dans son autobiographie, soulignant ainsi leur complicité. Ils avaient ensuite animé ensemble une série intitulée Café Terrasse.
C'est grâce à ses talents multiples, en tant que comédien, scripteur, chanteur et compositeur, que Gilbert Chénier avait été recommandé par Jacques Desrosiers pour écrire les textes de Patofville. En fait, c'était Gilbert Chénier lui-même qui avait suggéré à Jacques Desrosiers d'accepter le rôle de Patof pour la série télévisée Le cirque du Capitaine, malgré les réserves initiales de ce dernier. Chénier avait convaincu Desrosiers que jouer le rôle de clown était un défi à relever en tant que comédien.
Outre son rôle d'auteur des textes de l'émission, Gilbert Chénier était également impliqué dans l'écriture et l'enregistrement des chansons, ainsi que dans la création de bandes dessinées mettant en scène Patof. Son personnage de Monsieur Polpon dans l'émission, un sympathique chef de policier bonbon (comme le disait une de ses chansons), était hautement apprécié par les enfants.
En 1975, Gilbert Chénier avait entrepris des efforts pour améliorer l'aspect éducatif de Patofville, conscient des critiques concernant cet aspect. Il avait fait appel à des orthopédagogues pour renforcer la dimension éducative de l'émission, montrant ainsi son engagement envers le jeune public. Cependant, malgré ces efforts, la surcharge de travail et une mauvaise hygiène de vie ont fini par avoir des conséquences sur la santé de Gilbert Chénier. Il travaillait non seulement sur Patofville, mais également sur une nouvelle émission diffusée les week-ends, intitulée Patof raconte. Cette situation, combinée à des problèmes de santé liés à son obésité, a entraîné son décès prématuré à l'âge de seulement 39 ans.
La perte de Gilbert Chénier a été un choc dévastateur pour Jacques Desrosiers. Il a perdu bien plus qu'un collaborateur; il a perdu son meilleur ami, son conseiller de confiance, et l'âme créative derrière l'émission. Le décès de Gilbert Chénier a laissé un immense vide, non seulement sur le plan professionnel, mais aussi sur le plan personnel, marquant ainsi un tournant difficile pour Patofville et Jacques Desrosiers. Les enfants qui avaient suivi les aventures de Monsieur Polpon et de Patof ressentaient également cette perte, car un personnage cher à leur cœur avait disparu du paysage télévisuel québécois.

### Les défis avec Télé-Métropole et la fin de Patofville
La transition vers la fin de la série Patofville ne s'est pas déroulée sans difficultés. Après le décès de Gilbert Chénier l'émission a connu des changements majeurs, à la fois sur le plan créatif et en ce qui concerne les droits du personnage de Patof.
Pour faire face à cette période de transition, un collaborateur de Gilbert Chénier en tant que recherchiste sur l'émission a été promu au poste de scripteur, tandis que le décor de Patofville a été complètement revu pour s'adapter à ces nouveaux développements. À partir du 24 novembre 1975, une nouvelle version de l'émission, toujours nommée Patofville, a été diffusée, introduisant de nouveaux personnages pour accompagner Patof dans ses aventures. Bien que la magie et la féérie de la version originale aient été moins présentes, cette itération a néanmoins rencontré un certain succès. Cependant, Télé-Métropole, la chaîne de télévision qui diffusait Patofville, avait des ambitions plus larges et souhaitait obtenir les droits sur le personnage de Patof lui-même.
Il faut mentionner que dès les premiers signes de succès de Patof, Jacques Desrosiers avait eu la vision de protéger le nom de Patof et son image. Il avait fait enregistrer ces droits de manière à en être le seul propriétaire. Cela n'a pas plu à Télé-Métropole, la chaîne de télévision qui diffusait l'émission. Ce différend a même eu un impact sur la date de la première diffusion de la série Patofville en juin 1973, retardée d'un jour à l'époque.
Cette controverse autour des droits de Patof s'est amplifiée au fil des ans. À la suite du décès de Gilbert Chénier, lorsque Télé-Métropole a exprimé le désir de récupérer complètement les droits sur le personnage de Patof, Jacques Desrosiers a dû négocier habilement pour préserver son contrôle sur son propre personnage tout en trouvant un terrain d'entente avec la chaîne de télévision. Les négociations ont finalement abouti à un accord où Jacques Desrosiers cédait ses droits sur Patof en échange d'un contrat d'émissions de deux ans fermes, donnant ainsi naissance à la nouvelle émission Patof voyage.
Ce conflit a mis en lumière la complexité des relations entre les artistes et les chaînes de télévision à cette époque, ainsi que l'importance de la propriété intellectuelle dans l'industrie du divertissement. Il a également eu un impact sur la trajectoire future de Jacques Desrosiers et de Patof.

### Patof voyage
Après avoir concédé les droits du personnage de Patof à Télé-Métropole en échange d'un contrat d'émissions de deux ans fermes, Jacques Desrosiers s'est retrouvé à un tournant de sa carrière en 1976. Patofville s'est transformée en Patof voyage. Dans cette nouvelle itération, la marionnette Monsieur Tranquille, interprétée par Roger Giguère, a été introduite. Le personnage, en raison de sa grande popularité, a très rapidement fait passer Patof au second plan.
Cette période de transition n'a pas été sans difficultés pour Jacques Desrosiers. Les conflits avec Télé-Métropole ont persisté, et les critiques destructrices à l'égard de Patof et de la commercialisation du personnage ne se sont pas estompées. Le climat professionnel et médiatique était devenu particulièrement difficile.
De plus, la vie personnelle de Jacques Desrosiers a été ébranlée par une autre tragédie, ajoutant à la complexité de sa situation. Le 20 février 1977, lors d'un enregistrement de Patof voyage, il a reçu la nouvelle du suicide de son frère cadet, André Fontaine. Cette tragédie personnelle a eu un impact profond sur Jacques Desrosiers et a considérablement influencé sa décision concernant la suite de sa carrière artistique. Cette période difficile s'est déroulée dans un contexte où Jacques entretenait déjà des relations complexes avec son frère, marquées par une certaine rivalité.
Quelques jours plus tard, le 11 mars 1977, la saison de Patof voyage prenait prématurément fin. Jacques Desrosiers a alors entrepris un voyage autour du monde avec son conjoint dans le but de se ressourcer. Cette expérience, entreprise dans le but de prendre du recul et de réfléchir à son avenir professionnel, s'est avérée essentielle pour lui permettre de trouver de nouvelles inspirations pour la suite de sa carrière artistique.

### Un nouveau chapitre: Monsieur Tranquille
À l'automne 1977, Jacques Desrosiers a fait son retour à la télévision québécoise dans une nouvelle série intitulée Monsieur Tranquille, laissant derrière lui le personnage de Patof. Pour cette émission, Jacques Desrosiers a créé un nouveau personnage nommé Eugène. Cependant, malgré de grands espoirs, la série n'a pas rencontré le succès escompté. La saison suivante, une nouvelle formule a été mise en place, avec Roger Giguère reprenant son rôle de Tranquille aux côtés d'un autre comédien, Yvon Dufour. Malheureusement, cette série ne rencontrant pas non plus le succès escompté fut annulée à mi-saison. Il convient de noter que la concurrence féroce avec d'autres émissions populaires diffusées à la même heure, telles que Passe-Partout et Bobino, diffusés respectivement sur Télé-Québec et ICI Radio-Canada Télé, a contribué aux difficultés rencontrées par les séries de Monsieur Tranquille. Il est important de souligner que Passe-Partout et Bobino avaient déjà établi leur réputation en tant qu'émissions éducatives, ce qui les rendait d'autant plus attrayantes pour les parents soucieux de l'éducation de leurs enfants.
La disparition de Patof, suivie de celle de Monsieur Tranquille à la télévision, a marqué la fin d'une longue tradition télévisuelle à Télé-Métropole, débutée en 1962 avec la série du Capitaine Bonhomme.

### Mise au point à quarante ans
À l'été 1980, Patof a effectué un bref retour sur disque et sur scène aux côtés de Nestor (Claude Blanchard). Par la suite, Jacques Desrosiers a sollicité Diane Juster pour écrire une chanson qu'il a enregistré en cette même année 1980. Cette chanson, très personnelle, est demeurée inédite jusqu'à la sortie du documentaire Mon oncle Patof en 2021. Les paroles de cette chanson offrent un aperçu poignant de l'état d'esprit de Jacques Desrosiers à cette époque :

« Moi j'suis un gars désemparé 

Presqu'obligé de m'retirer 

Comme un comédien sans talent 

Un clown fini pour les enfants, à quarante ans 

Je suis un gars vite oublié 

Presqu'oublié dans un métier sans charité 

Tous les coups d'pieds que j'ai donnés 

M'ont été r'mis et sans pitié 

Dans l'fond je les avais peut-être mérités 

'jourd'hui j'm'en veux d'avoir été si inconscient 

Si dans la vie y'a rien d'gratuit

C't'à mes dépens qu'je l'ai appris 

Oui aujourd'hui je m'en repens

Car je n'suis plus indifférent 

Si je suis seul c'est de ma faute

On n'achète pas l'amour des autr'

Je suis un gars désemparé 

Désemparé d'avoir oublié d'être aimé 

J'ai pris le temps pour de l'argent 

En transigeant comme un marchand, mes quarante ans 

Mais aujourd'hui je me reprends 

Plus fatigué mais plus prudent 

Moi qui n'a jamais eu peur du ridicule 

Me voilà tout d'un coup gêné d'être aussi franc 

Oui aujourd'hui je m'en défends 

Pis j'vous demande d'êtr' indulgent 

Yé pas trop tard, jamais trop tard pour s'excuser 

J'suis toujours prêt à continuer

- Mise au point à quarante ans, Diane Juster »

Ces paroles révèlent la vulnérabilité de Jacques Desrosiers à un moment où il se remettait en question, à la recherche de sa propre identité après avoir incarné Patof pendant 8 ans. Le personnage de Patof avait fait naître à la fois la célébrité et les difficultés pour Jacques Desrosiers, et cette chanson reflète ses luttes personnelles pour se libérer de cette empreinte indélébile.
L'histoire de Jacques Desrosiers nous rappelle que les gens cachent souvent leur vraie nature derrière des rôles et des personnages. Elle évoque les défis de concilier l'identité personnelle avec la perception publique, ainsi que les difficultés de se réinventer après avoir connu un succès immense. L'ombre de Patof a porté un grand préjudice à la carrière de comédien de Jacques Desrosiers. Il a vécu une période où il n'était plus sollicité pour des rôles, car on pensait qu'étant à l'aise financièrement, il n'avait plus besoin de travailler. Bien que Patof ait un peu perdu de sa notoriété aujourd'hui, l'histoire de l'homme qui l'a incarné reste captivante, témoignant des hauts et des bas d'un comédien qui a cherché à se démarquer, traversant des moments de réussite et des périodes difficiles, en particulier à une époque où le succès était parfois mal vu dans la société québécoise. La chanson Mise au point à quarante ans reflète cette introspection et cette quête d'authenticité qui ont marqué la vie de Jacques Desrosiers.
En 1981, Jacques Desrosiers a publié une autobiographie intitulée Millionnaire dans laquelle il abordait la commercialisation de Patof et les critiques destructrices auxquelles il a dû faire face.
En tant que comédien, Jacques Desrosiers a ensuite joué dans l'épisode Michel et François de la série Avec un grand A, ainsi que dans Scoop IV en 1995.

## Cinéma, théâtre et dernières années
Jacques Desrosiers a joué dans quelques films dont C'est pas la faute à Jacques Cartier (1967), Après ski (1971), Le Party (1990) de Pierre Falardeau et La Florida (1993) de George Mihalka.
Il a également fait du théâtre, notamment dans les comédies La Muselière en 1991 et Femme demandée en 1995, présentées au Théâtre des Variétés.
Lors du référendum de 1980 sur un projet de souveraineté-association entre le Québec et le reste du Canada, il a fait partie d'une minorité d'artistes québécois qui ont adhéré au Comité des Québécois pour le NON.
Jacques Desrosiers est décédé le 11 juin 1996, à l'âge de 57 ans, des suites d'un cancer des os et des poumons après une courte maladie.

## Vie privée
Jacques Desrosiers, bien qu'il n'ait jamais pu faire son coming-out en raison des contraintes de l'époque, était gai. Dans les années 70, cela représentait un défi au Québec, une époque où l'acceptation de l'homosexualité était limitée, et où une telle révélation aurait eu des conséquences potentiellement dévastatrices sur sa carrière de comédien, ainsi que sur le phénomène Patof. Le personnage de Patof lui a offert une échappatoire pour exprimer des émotions et des aspects de sa personnalité qu'il ne pouvait pas montrer en tant que Jacques Desrosiers. En tant que clown excentrique et jovial, Patof lui a offert une forme d'évasion et de liberté, lui permettant de partager son humour et sa créativité tout en préservant son intimité.
Cette facette méconnue de la vie de Jacques Desrosiers souligne les défis auxquels étaient confrontés de nombreux individus de la communauté gaie à l'époque, contraints de cacher leur identité pour préserver leur carrière et leur vie personnelle. Elle met également en lumière le rôle crucial que le monde du spectacle peut jouer en fournissant un espace où les artistes peuvent exprimer des aspects de leur identité qui ne sont pas toujours acceptés ailleurs.
L'histoire de Jacques Desrosiers, en tant que Patof et homme gai, dévoile les complexités de la vie d'un artiste qui a dû jongler avec son identité réelle et son personnage public tout au long de sa carrière. Son compagnon de longue date, Pierre Bourque, a été un précieux soutien et est resté à ses côtés jusqu'à son décès en 1996. Leur relation stable a été d'autant plus importante que, même au sein de sa propre famille, l'homosexualité de Jacques n'était pas acceptée, ajoutant ainsi une couche de complexité à sa vie personnelle. Après le décès de Desrosiers, Pierre a dû se battre pour conserver la maison du couple dans les Laurentides ainsi que les actifs de Jacques. En 2023, il y réside toujours, préservant précieusement les souvenirs de Jacques et de Patof.

## Mon oncle Patof
Pour retracer et comprendre l'histoire de son oncle Jacques Desrosiers, qui est devenu millionnaire grâce, entre autres, à son personnage de Patof, le cinéaste Serge Desrosiers produit en 2020 le documentaire Mon oncle Patof réalisé par Sandrine Béchade. Le documentaire a révélé, pour la première fois, que Jacques Desrosiers était gai, mettant en avant la participation de son compagnon de longue date, Pierre Bourque. Le film a été diffusé en avril 2021 sur ICI Radio-Canada Télé dans le cadre de la série Doc Humanité.
Par la suite, le documentaire a été édité en DVD en 2021 par Vital Productions.

## Projet de film «Patof Blou»
En septembre 2023, Vital Productions obtient le soutien financier de la SODEC pour le développement du long-métrage Patof Blou. Les scénaristes Sandrine Béchade et Julie Hétu sont chargées de donner vie au célèbre clown Patof, à la suite du succès du documentaire Mon oncle Patof. Le film est en cours de développement.

## Citation
« À tous ceux qui ont un rêve et qui gardent encore l'espoir de le réaliser, à tous ceux qui, du fond de leur noirceur, cherchent la lumière, à tous ceux qui espèrent un lendemain meilleur, à tous les Patof de la terre... » - Jacques Desrosiers, millionnaire

## Filmographie

### Cinéma et séries télévisées
- 1957 : Domino (série télévisée)
- 1958 : Cirque Boto (série télévisée)
- 1963 : Ça va éclater (revue de fin d'année, mettant en vedette Dominique Michel, Denise Filiatrault et Donald Lautrec, SRC)
- 1966 : YUL 871 : Rôle de figuration
- 1967 : Tire, tirelire : Voix
- 1967 : Moi et l'autre (série télévisée) : Un coiffeur (en tant qu'artiste invité).
- 1968 : Les Saintes chéries (série télévisée, France) : Épisode « Ève à Montréal »
- 1968 : Le Paradis terrestre (série télévisée) : Jules Bourgeois
- 1968 : Les trois cloches (série télévisée)
- 1968 : C'est pas la faute à Jacques Cartier
- vers 1969-1970 : Entre nous (série télévisée)
- 1969-1970 : Vaudeville (série télévisée)
- 1970 : Bon appétit (série télévisée)
- 1971 : Après ski
- 1971 : Finalement...
- 1972 : Le Ministère de la Consommation et des Corporations du Canada
- 1972 : Café Terrasse (série télévisée)
- 1972-1973 : Le cirque du Capitaine (série télévisée) : Patof
- 1972 : Les Indrogables
- 1972 : Quelques arpents de neige
- 1972-1973 : Madame est servie (série télévisée)
- 1973-1976 : Patofville (série télévisée) : Patof
- 1974 : Y'a pas d'mal à se faire du bien
- 1975-1976 : Patof raconte (série télévisée) : Patof
- 1976-1977 : Patof voyage (série télévisée) : Patof
- 1976 : Chère Isabelle (série télévisée) : Christian Bisaillon
- 1977-1978 : Monsieur Tranquille (série télévisée) : Eugène
- 1979 : Chez Denise (série télévisée) : Monsieur Roland (Lagacé)
- 1990 : Avec un grand A (série télévisée), épisode « Michel et François »
- 1990 : Le Party : M.C.
- 1993 : La Florida : curé Caron
- 1995 : Scoop IV (série télévisée) : un juge

### DVD
- 2007 : Le Party (Maple pictures)
- 2007 : C'est pas la faute à Jacques Cartier (Collection Carte Blanche, ONF)
- 2008 : Après ski (Equinoxe Films)
- 2008 : La Florida (Alliance)
- 2011 : Bonjour Patof (Musicor Produits Spéciaux)
- 2021 : Mon oncle Patof (Vital Productions)

## Discographie

### Comme chanteur

#### Albums
| Année | Album                                                   | Étiquette    | Classement | Notes                                                              |
| ----- | ------------------------------------------------------- | ------------ | ---------- | ------------------------------------------------------------------ |
| 1959  | Et voici : Jacques Desrosiers                           | Fleur de lys | —          |                                                                    |
| 1960  | Jacques Desrosiers au « Casa Loma »                     | Apex         | —          | En spectacle, réédité en 1966 sous le titre Monsieur citron (Lero) |
| 1964  | Comédie twistée                                         | Trans-Canada | Top 50     | Réédité en 1966 sur étiquette Franco-Élite.                        |
| 1968  | Jacques Desrosiers chante la poule                      | Trans-Canada | —          | Réédité en 1968 sous le titre Sur la terrasse (Nouveau Montagnard) |
| 1968  | Jacques Desrosiers                                      | Soleil       | —          |                                                                    |
| 1972  | Patof en Russie                                         | Campus       | no 5       | Album de Patof                                                     |
| 1972  | Patof chez les esquimaux                                | Campus       | —          | Album de Patof                                                     |
| 1972  | Patof chez les coupeurs de têtes                        | Campus       | —          | Album de Patof                                                     |
| 1972  | Patof dans la baleine                                   | Campus       | Top 50     | Album de Patof                                                     |
| 1972  | Patof chez les petits hommes verts                      | Campus       | Top 50     | Album de Patof                                                     |
| 1972  | Patof chez les cowboys                                  | Campus       | Top 50     | Album de Patof                                                     |
| 1973  | Patof chante 10 chansons pour tous les enfants du monde | Campus       | Top 50     | Album de Patof                                                     |
| 1973  | Patofville – Patof chante pour toi                      | Campus       | Top 50     | Album de Patof                                                     |
| 1974  | Bienvenue dans ma bottine                               | Campus       | Top 50     | Album de Patof                                                     |
| 1975  | Patof Rock                                              | Campus       | —          | Album de Patof                                                     |
| 1975  | Noël Noël Noël avec Patof                               | Campus       | —          | Album de Patof                                                     |
| 1976  | Gare... à Patof                                         | Campus       | —          | Album de Patof                                                     |
| 1976  | Super Patof                                             | Campus       | —          | Album de Patof                                                     |
| 1977  | Eugène – Les chansons d'Eugène                          | T.M./P.A.X.  | —          | Album d'Eugène                                                     |

#### Simples
| Année | Simple                                                                | Étiquette       | Classement | Notes |
| ----- | --------------------------------------------------------------------- | --------------- | ---------- | --- |
| 1958  | Dans nos campagnes – La veuve                                         | Apex            | —          | Dans nos campagnes / paroles et musique de Jacques Blanchet                                                                                          |
| 1958  | Je n'suis pas beau – Ça m'gêne                                        | Sandryon        | —          | |
| 1958  | Le peddler – La java à Lumina                                         | Fleur de lys    | — no 22    | |
| 1959  | Hortense, t'es pas sexée – Ou trop vite ou pas assez                  | Fleur de lys    | —          | |
| 1959  | Et voici Jacques Desrosiers – Je promets                              | Fleur de lys    | —          | |
| 1959  | Alfonso – Y paraît que                                                | Fleur de lys    | —          | |
| 1960  | La lune et les terriens – La java des mal mariés                      | Variétés        | —          | Avec les Bouts d'choux (acc. par l'Ensemble de Fernando Saint-Georges)                                                                               |
| 1961  | Tu t'laisses aller – Fais-moi hi                                      | Apex            | —          | |
| 1963  | La machine à laver – Bossa nova Madeleine                             | Franco          | no 30 —    | |
| 1965  | Je prends l'œuf – L'État du Québec                                    | Succès du jour  | — no 16    | |
| 1965  | Splish Splash – C'est toi mon cibole                                  | Télédisc        | Top 50 —   | |
| 1965  | Il y'a des bibites – Je suis soldat                                   | Télédisc        | no 30 —    | |
| 1966  | Un homme malade – Les cigarettes                                      | Télédisc        | —          | |
| 1966  | État du Québec 1966 – Les élucubrations de Jacques                    | Télédisc        | —          | |
| 1967  | Le téléfon – Message du président                                     | Casino          | no 35 —    | |
| 1967  | Mao et Moa – Monsieur Z                                               | Casino          | —          | |
| 1967  | Mao et Moa – Le téléfon                                               | Disques Aubaine | —          | Compilation d'enregistrements déjà parus |
| 1967  | Guantanamera – L'homme mécanique                                      | Élysée          | —          | |
| 1967  | Mon cerf-volant – Mon cerf-volant (version instrumentale)             | Élysée          | —          | Bande originale du film canadien « C'est pas la faute à Jacques Cartier »; Arr. & Orch. : Paul Baillargeon, sous la direction de Jacques Desrosiers. |
| 1968  | Comme d'habitude – La poule                                           | Canusa          | —          | |
| 1969  | La samba de la lune – Dis que tu m'aimes                              | Canusa          | —          | |
| 1970  | Pollution de l'air – Le beau temps                                    | R&B             | —          | |
| 1971  | Une job pour Noël – C'est pu pareil                                   | Spectrum        | —          | Avec Gilbert Chénier |
| 1972  | Patof Blou (enfants) – Patof Blou (adultes)                           | Campus          | N°1 —      | Simple de Patof; Disque d'or (100 000 copies vendues)                                                                                                |
| 1972  | Patof le roi des clowns – Ballade pour un clown (Dis Patof?)          | Campus          | N°2 —      | Simple de Patof; Disque d'or (100 000 copies vendues)                                                                                                |
| 1973  | The King of Clowns – Dear Patof                                       | Polydor         | —          | Simple de Patof |
| 1973  | Oh! Les enfants – On m'applaudit                                      | Campus          | no 14 —    | Simple de Patof |
| 1973  | Patofville – L'éléphant Tic-Tac                                       | Campus          | no 15 —    | Simple de Patof |
| 1973  | L'éléphant Tic-Tac (version mono) – L'éléphant Tic-Tac (version mono) | Campus          | —          | Simple de Patof, version 45 tours « Spécial D.J. »                                                                                                   |
| 1973  | Bonjour les enfants – La plus belle poupée du monde                   | Campus          | no 15 —    | Simple de Patof |
| 1974  | Bienvenue dans ma bottine – Goodbye, au revoir, dasvidanie!           | Campus          | no 31 —    | Simple de Patof |
| 1975  | Gros minou – Bonjour Patof                                            | Campus          | —          | Simple de Patof |
| 1975  | Y'a rien là – Y'a rien là (instrumental)                              | Campus          | —          | |
| 1976  | Patof Blou – Patofville – Bonjour Patof – Gros minou                  | Campus          | —          | Simple de Patof, compilation d'enregistrements déjà parus, Promo hors-commerce                                                                       |
| 1976  | Faut pas me chercher (Patof et Monsieur Tranquille) – Mon ami Pierrot | Jades           | —          | Simple de Patof, avec Roger Giguère |
| 1977  | Les chats – Les abeilles                                              | TM PAX          | —          | Simple d'Eugène |
| 1980  | T'es pas sérieux – On fait le tour de la terre                        | Girafe          | —          | Simple de Nestor & Patof, avec Claude Blanchard |

#### Compilations
| Année | Album                                                                                    | Étiquette      | Classement | Notes                                             |
| ----- | ---------------------------------------------------------------------------------------- | -------------- | ---------- | ------------------------------------------------- |
| 1974  | Patof le roi des clowns                                                                  | Pantin         | Top 50     | Album de Patof                                    |
| 1975  | 22 grands succès de Patof                                                                | Trans-World    | —          | Album de Patof                                    |
| 2014  | L'intégrale de trois albums – Patof chante Noël/Patof chez les esquimaux/Patof en Russie | Spectrum       | —          | Album de Patof                                    |
| 2022  | Patof — 25 grands succès                                                                 | Disques Mérite | —          | Album de Patof, Plateformes numériques uniquement |
| 2022  | Patof, volume 2 — Patof et ses amis                                                      | Disques Mérite | —          | Album de Patof, Plateformes numériques uniquement |

#### Collaborations et performances en tant qu'artiste invité
| Année | Album                                    | Collaborateur                    | Notes |
| ----- | ---------------------------------------- | -------------------------------- | --- |
| 1963  | Les trois cloches                        | Lucien Stéphano et P.A. Thibault | Soleil |
| 1964  | Le vol rose du Flamant                   | Artistes variés                  | Le vol rose du flamant (avec le groupe) – Récitatif des arrivants (avec le groupe) – Le gigueur de ville (avec le groupe) – Au prix du gros – Last call (avec Jean-Pierre Masson). (Autres titres par divers interprètes) (RCA Victor) |
| 1967  | Initiation au karaté                     | Roger Lesourd                    | Initiation au karaté sous forme de questions et réponses. Professeur : Roger Lesourd; Élève : Jacques Desrosiers (Soleil) |
| 1975  | C'est le départ/They're off!             | Donald Pinard et Gilles Gendron  | Jeu de courses de chevaux, coffret de 4 albums, collaboration spéciale de Jacques Desrosiers (Arthur Sugarman) |
| 1976  | Patofville – Patof et ses amis           | Artistes variés                  | TeeVee, Compilation |
| 1977  | 20 grands succès de Patof, Fafouin, Itof | Roger Giguère                    | Télé-Métropole Inc., Compilation |
| 1980  | Nestor et Patof – Pour tous              | Claude Blanchard                 | Girafe, réédité par Les Disques Mérite sur les plateformes numériques en 2022 |
| 2006  | Nestor – Les grands succès               | Claude Blanchard                 | Reprend les chansons de la face B de l'album Nestor et Patof – Pour tous (Disques Mérite, Compilation) |

#### Discographie complète
- Discographie de Jacques Desrosiers
- Discographie de Patof
- Discographie de Monsieur Tranquille

#### Palmarès

##### Palmarès Méritas
Au palmarès Méritas, qui était le palmarès le plus fiable au Québec au début des années 1970, Patof Blou a atteint la première position pendant deux semaines le 16 septembre 1972, et Patof le roi des clowns a atteint la septième position le 30 décembre 1972. Ces 45 tours ont valu à Jacques Desrosiers 2 disques d'or.

##### Palmarès reconstitués[7]

###### Chansons
Titre / Date / Meilleur rang atteint / Nbre de semaines au palmarès
- 1959 La java à Lumina / 1959-02 / 22e position
- 1963 La machine à laver / 1963-10 / 30e position
- 1964 L'état du Québec / 1964-10-17 / 16e position / 5 semaines au palmarès
- 1965 Y'a des bébittes / 1965-05 / 30e position
- 1965 Splish splash / 1965
- 1967 Le téléfon / 1967-10-07 / 35e position / 1 semaine au palmarès
- 1972 Patof Blou / 1972-07-01 / 1re position / 16 semaines au palmarès
- 1972 Patof le roi des clowns / 1972-10-21 / 2e position / 22 semaines au palmarès
- 1973 Oh! Les enfants / 1973-04-07 / 14e position / 5 semaines au palmarès
- 1973 Patofville / 1973-09-01 / 15e position / 19 semaines au palmarès
- 1974 Bonjour les enfants / 1974-01-12 / 15e position / 11 semaines au palmarès
- 1974 Bienvenue dans ma bottine / 1974-11-16 / 31e position / 1 semaine au palmarès

###### Albums
Titre / Date / Meilleur rang atteint / Nbre de semaines au Top 30
- 1964 Comédie twistée / 1964-12
- 1972 Patof en Russie / 1972-09-23 / 5e position / 7 semaines dans le Top 30
- 1972 Patof dans la baleine / 1972-12
- 1972 Patof chez les petits hommes verts / 1972-12
- 1972 Patof chez les cowboys / 1972-12
- 1973 Patof chante 10 chansons pour tous les enfants du monde / 1973-05
- 1974 Patofville – Patof chante pour toi / 1974-03
- 1974 Bienvenue dans ma bottine / 1974-12
- 1975 Patof le roi des clowns / 1975-04
- 1980 Nestor et Patof – Pour tous / 1980-05

### Comme auteur de chansons
- Je n'suis pas beau – Enregistrée par Jacques Desrosiers
- Ça m'gêne – Enregistrée par Jacques Desrosiers
- Tu t'laisses aller (parodie) – Enregistrée par Jacques Desrosiers
- Fais-moi Hi! – Enregistrée par Jacques Desrosiers
- Un homme malade – Enregistrée par Jacques Desrosiers
- Les cigarettes – Enregistrée par Jacques Desrosiers
- Le téléfon (parodie) – Enregistrée par Jacques Desrosiers
- Mao et moa (parodie) – Enregistrée par Jacques Desrosiers
- Guantanamera (parodie) – Enregistrée par Jacques Desrosiers
- L'homme mécanique – Enregistrée par Jacques Desrosiers
- Mon cerf-volant – Enregistrée par Jacques Desrosiers
- Y'a rien là – Enregistrée par Jacques Desrosiers
- Ballade pour un clown (Dis-Patof?) – Coécrite avec Jocelyne Berthiaume, enregistrée par Jacques Desrosiers
- Bienvenue dans ma bottine – Coécrite avec Gilbert Chénier, enregistrée par Jacques Desrosiers
- Goodbye, au revoir, dasvidanie – Enregistrée par Jacques Desrosiers
- Un lion s'est échappé – Enregistrée par Jacques Desrosiers
- Koi Koi ayaho – Coécrite avec Gilbert Chénier, enregistrée par Clovis Dumont
- Dans ma citrouille – Enregistrée par Roger Giguère
- Patof es-tu heureux? – Coécrite avec Claude Leclerc, enregistrée par Jacques Desrosiers
- Les chats – Coécrite avec Pierre Laurendeau, enregistrée par Jacques Desrosiers
- Toi, viens faire un tour chez moi – Coécrite avec Pierre Laurendeau, enregistrée par Jacques Desrosiers
- Le tango à Gégène – Coécrite avec Pierre Laurendeau, enregistrée par Jacques Desrosiers
- Toi, mon ami – Coécrite avec Pierre Laurendeau, enregistrée par Jacques Desrosiers
- Il faut faire comm' Eugène – Coécrite avec Pierre Laurendeau, enregistrée par Jacques Desrosiers
- Les abeilles – Coécrite avec Pierre Laurendeau, enregistrée par Jacques Desrosiers
- Existe-t-il un tel pays? – Coécrite avec Pierre Laurendeau, enregistrée par Jacques Desrosiers
- Les lunettes – Coécrite avec Pierre Laurendeau, enregistrée par Jacques Desrosiers
- Le rock'n roll d'Eugène – Coécrite avec Pierre Laurendeau, enregistrée par Jacques Desrosiers
- Il faut toujours rester enfant – Coécrite avec Pierre Laurendeau, enregistrée par Jacques Desrosiers

## Théâtre
- 195? Altitude 3200, de Julien Luchaire.
- 1958 Les oiseaux de lune, de Marcel Aymé (Comédie Canadienne)
- 1963-1964 Zéro de conduite (revue musicale avec Dominique Michel, Denise Filiatrault et Donald Lautrec)
- 1964 Le vol rose du Flamant, une comédie musicale de Clémence Desrochers et Pierre F. Brault
- 1989 La muselière, d'Yvon Brochu (Théâtre Sainte-Adèle)
- 1995 Femme demandée (Théâtre des Variétés)

### Livre
- Jacques Desrosiers, Millionnaire (autobiographie), Boucherville, Les Éditions de Mortagne, 1981.

### Journaux
- Manuel Maitre, Même s'il a horreur de la politique Jacques Desrosiers veut écrire un film comique, La Patrie, 19 avril 1970, page 69[10].
- Colette Chabot, Chénier et Desrosiers : au cinéma, Le petit journal, 25 novembre 1971, page Spectacle 5[11].
- J.-P. S.R, André Fontaine : « Mon frère Jacques Desrosiers m'imite depuis 10 ans », Le petit journal, 16 décembre 1971, page Spectacle 3[12].
- Jean Morin, Une révélation, Photo Journal, 6 mars 1972, page 7[13].
- Jacques Desrosiers lance le fan-club du clown Patof, Télé Radio Monde, 15 avril 1972[14].
- Jean Morin, On voit Patoff partout, Photo-Journal, 22 mai 1972, page 7[15].
- Pierre Brousseau, Patof, le clown n° 1 du capitaine Bonhomme..., Photo-Journal, 5 juin 1972, page 47[16].
- Jean Morin, Gilbert Chénier scripteur, Photo-Journal, 12 juin 1972, page 12[17].
- Beaucoup plus qu'un essai, le tandem Jean Duceppe - Jacques Desrosiers..., Photo-Journal, 12 juin 1972, page 12[18].
- Jacques-Charles Gilliot, Panorama du disque – Studio 33-45, Photo-Journal, 19 juin 1972, page 44[19].
- Moune Victor, Jacques Desrosiers : « Je suis né clown », Photo-Journal, 26 juin 1972, page 46[20].
- Pierre Vincent, Qui se cache derrière Patof? Jacques Desrosiers! Mais qui se cache derrière Jacques Desrosiers?, La Presse, 29 juin 1972, page D 3[21].
- Jean Morin, Jacques s'en va dans l'île, Photo-Journal, 3 juillet 1972, page 7[22].
- Patof le nouveau phénomène de la télévision, victime d'un vol de 2 500, Télé Radio Monde, 8 juillet 1972, une (« Spécial Patof - Poster géant ») et pages 15, 16 & 17 (poster), 24[23].
- Jacques-Charles Gilliot, Panorama du disque – Palmarès officiel « Jeunesse », Photo-Journal, 10 juillet 1972, page 38[24].
- Colette Chabot, Un 80e anniversaire de naissance, Le petit journal, 13 juillet 1972, page Spectacle 2[25].
- Marcel Huguet, Jacques Desrosiers... il « pacte » la salle, Photo-Journal, 17 juillet 1972, page 5[26].
- Patof et les Expos, La Patrie, 27 juillet 1972, page 44[27].
- Pierre Brousseau, Le Cirque du Capitaine au parc Jarry, La Patrie, 31 juillet 1972, page 33[28].
- Jacques-Charles Gilliot, Panorama du disque – Prédictions, Photo-Journal, 7 août 1972, page 30[29].
- Les adieux de Patof à René Simard, Photo-Journal, 7 août 1972, page 48[30].
- Guy Tougas, Le Québec a son clown bien à lui : Patof, La Patrie, 10 août 1972, une (« Patof, clown n° 1 au Québec »), pages 41 (photo) et 42[31].
- Normand Prieur, Deux amis se rencontrent – René Simard à Patof : « Tu es mon idole », Photo-Vedettes, 12 août 1972, pages 22 et 23[32].
- Jacques-Charles Gilliot, Panorama du disque – Prédictions, Photo-Journal, 14 août 1972, Page 32[33].
- Jacques Desrosiers n'était pas tellement d'accord pour incarner le personnage de Patof..., Photo-Journal, 14 août 1972, Page 34[34].
- Jean-Paul Sylvain, Patof : pogné par les impôts, Le petit journal, 17 août 1972, page Spectacle 2[35].
- Super poster couleur de Patof, Photo-Vedettes, 19 août 1972, une et centre (même photo que ce poster-ci)[36].
- Jacques-Charles Gilliot, Panorama du disque – Palmarès, Photo-Journal, 21 août 1972, page 32[37].
- Serge Chapleau, Jacques Desrosiers (caricature), La Presse, 2 septembre 1972, Cahier spécial page 12[38].
- Patof chez les malades, Télé Radio Monde, 2 septembre 1972, une (« Patof pleure devant des infirmes ») et page 5[39].
- Les dernières nouvelles, Télé Radio Monde, 2 septembre 1972[40].
- Le capitaine Bonhomme ne déteste pas Patof..., Télé Radio Monde, 2 septembre 1972, page 30[41].
- Jean Morin, Fiesta espagnole chez Jacques Desrosiers, Photo-Journal, 11 septembre 1972, page 7[42].
- La semaine prochaine – On applau...dit; les jeux de Patof (publicité), Photo-Journal, 11 septembre 1972, page 56[43].
- Alain Lamothe, Son choix est fait! Marthe Choquette préfère jouer pour les enfants, La Patrie, 14 septembre 1972, page 45[44].
- Poster géant de Patof et René Simard, Photo-Vedettes, 16 septembre 1972, une et centre[45].
- Palmarès Méritas, Photo-Vedettes, 16 septembre 1972, page 8[8].
- Patof en pyjama, Photo-Vedettes, 16 septembre 1972, page 9[46].
- Jean Morin, Jacques Desrosiers fait bien..., Photo-Journal, 18 septembre 1972, page 11[47].
- Mademoiselle Québec, Amoureuse de Patof – On les applô...dit, Photo-Journal, 18 septembre 1972, page 20[48].
- Les jeux de Patof, Photo-Journal, 18 septembre 1972, pages 32 et 33[49].
- Michel Goodwill, Tout sur Patof, Photo-Vedettes, 23 septembre 1972, une et pages 2, 3, 4, 5, 6 et 7[50].
- Palmarès Méritas, Photo-Vedettes, 23 septembre 1972, page 8[9].
- Martin Lajeunesse : « Patof c'est pour les enfants », Photo-Vedettes, 23 septembre 1972, page 9[51].
- Moune Victor, Patof bouleverse Jacques Desrosiers, Photo-Journal, 25 septembre 1972, une (« Desrosiers millionnaire – Patof change tout ») et pages 2 et 3[2].
- Les jeux de Patof, Photo-Journal, 25 septembre 1972, pages 30 et 31[52].
- Le soulier qu'on identifie à Pat... off! (publicité), Photo-Journal, 25 septembre 1972, page 36[53].
- Jacques-Charles Gilliot, Panorama du disque – Dans les coulisses, Photo-Journal, 25 septembre 1972, page 56[54].
- Les comédiens se vident le cœur, Photo-Journal, 2 octobre 1972, page 3[55].
- Carmen Montessuit, Patof... il accueillera le Père Noël, Photo-Journal, 2 octobre 1972, page 5[56].
- Moune Victor, Patof aura son village, Photo-Journal, 2 octobre 1972, page 6[57].
- Pierre Brousseau, Chénier, scripteur de Patof!, Photo-Journal, 2 octobre 1972, page 19[58].
- Les jeux de Patof, Photo-Journal, 2 octobre 1972, pages 30 et 31[59].
- Les enfants applaudissent Patof, Courrier-Laval, 4 octobre 1972, page 1.
- Pierre Brousseau, Avez-vous acheté votre poster Patof?, Photo-Journal, 9 octobre 1972, une (« Numéro 1 des grands hebdos ») et page 19[60].
- Nicole Bonin, Patof et les mômes ont leur caisse Pop, Photo-Journal, 9 octobre 1972, page 23[61].
- Dîner avec Patof au restaurant Fernando's (publicité), Photo-Journal, 9 octobre 1972, pages 29 et 50[62].
- Les jeux de Patof, Photo-Journal, 9 octobre 1972, pages 30 et 31[63].
- Jean-Paul Sylvain, Jacques Desrosiers fait du foin, Le petit journal, 15 octobre 1972, page 14[64].
- Pierre Brousseau, Patof au cinéma dans 43 pays, Photo-Journal, 16 octobre 1972, page 7[65].
- Les jeux de Patof, Photo-Journal, 16 octobre 1972, pages 30 et 31[66].
- Jean-Paul Sylvain, Et voilà qu'André Ouellet s'en va à son tour..., Le petit journal, 22 octobre 1972, page 22[67].
- Salon du Père Noël au Centre Paul-Sauvé (publicité), Photo-Journal, 23 octobre 1972, page 29[68].
- Les jeux de Patof, Photo-Journal, 23 octobre 1972, pages 30 et 31[69].
- Le masque Patof, Photo-Journal, 23 octobre 1972, page 72[70].
- Les jeux de Patof, Photo-Journal, 30 octobre 1972, pages 30 et 31[71].
- Jacques-Charles Gilliot, Panorama du disque – Les 45, Photo-Journal, 30 octobre 1972, page 41[72].
- Le fameux Patof (publicité), La Presse, 1er novembre 1972, Page D 12[73].
- Pour tout le monde un poster gratuit de Patof, Photo-Journal, 6 novembre 1972, une et page 10[74].
- C.M., Tout le monde en pyjama!, Photo-Journal, 6 novembre 1972, page 8[75].
- Concours Ice Capades (publicité), Photo-Journal, 6 novembre 1972, page 10[76].
- Carmen Montessuit, Grâce à Patof des enfants ont passé un heureux dimanche, Photo-Journal, 6 novembre 1972, pages 20 et 21[77].
- Les jeux de Patof, Photo-Journal, 6 novembre 1972, pages 30 et 31[78].
- Les enfants ont élu une nouvelle idole : c'est Patof! (publicité), La Presse, 9 novembre 1972, page A 14[79].
- Jean Morin, Émission Patof, Photo-Journal, 10 novembre 1972, page 11[80].
- Pierre Brousseau, Patof : une industrie de 400 000 $, Photo-Journal, 10 novembre 1972, page 21[81].
- Les jeux de Patof, Photo-Journal, 10 novembre 1972, pages 28, 34 et 35[82].
- Les enfants ont élu une nouvelle idole! C'est Patof! (publicité), Photo-Journal, 10 novembre 1972, page 29[83].
- Patof du bon pied (publicité), Photo-Journal, 10 novembre 1972, page 36[84].
- Paul Haince, Le clown Patof porté à l'écran de cinéma, Pop jeunesse, 11 novembre 1972, page 10[85].
- Grand concours « Patof »!, Journal des vedettes, 18 novembre 1972, Une et page 19[86].
- Un spectacle – Le salon du Père Noël, Journal des vedettes, 18 novembre 1972, page 30[87].
- Jean Morin, Patof dans les églises, Photo-Journal, 20 novembre 1972, page 11[88].
- Les jeux de Patof, Photo-Journal, 20 novembre 1972, pages 30 et 31[89].
- Les jeux de Patof, Photo-Journal, 27 novembre 1972, pages 29 et 30[90].
- De la musique pour tout le monde chez Archambault – La ronde des enfants (publicité), La Presse, 30 novembre 1972, page E 8[91].
- Les jeux de Patof, Photo-Journal, 4 décembre 1972, pages 23 et 24[92].
- Un cadeau pour vos enfants – Le récit sur disques des aventures de leur idole Patof (publicité), Photo-Journal, 4 décembre 1972, page 26[93].
- Les jeux de Patof, Photo-Journal, 11 décembre 1972, pages 25 et 26[94].
- La poupée Patof est en vente... (publicité), Photo-Journal, 18 décembre 1972, page 10[95].
- Pierre Brousseau, Un « Patof show » au canal 10, Photo-Journal, 18 décembre 1972, page 19[96].
- Claire Harting, Patof, Robin et Prince ont apporté la joie de Noël aux petits malades, Photo-Journal, 18 décembre 1972, page 21[97].
- Les jeux de Patof, Photo-Journal, 18 décembre 1972, pages 25 et 26[98].
- Jacques-Charles Gilliot, Panorama du disque – Palmarès officiel « jeunesse », Photo-Journal, 18 décembre 1972, page 37[99].
- Pierre Brousseau, Louvain, Tex et Patof ont volé le show au Gala des orphelins, Photo-Journal, 25 décembre 1972, une (« Gala des orphelins – Spécial 20 pages ») et pages 2, 51, 52, 56[100].
- Les jeux de Patof, Photo-Journal, 25 décembre 1972, pages 25 et 26[101].
- Gratuit – Blousons et ensemble de ski Patof (publicité), Photo-Journal, 25 décembre 1972, page 50[102].
- Un « Tempo » enlevant avec Pierre Lalonde, le clown Patof, un mime japonais et trois jeunes chanteuses, texte non signé, Ici Radio-Canada, du 9 au 15 mars 1974, page 4. Article sur une émission des Beaux Dimanches.

## Hommage et récompenses
- 1972 : Disque d'or (100 000 copies vendues) pour le simple Patof Blou [54]
- 1972 : Disque d'argent "Patof en Russie" en hommage à Radiomutuelle pour souligner sa promotion exceptionnelle ayant contribué à la vente de 100 000 disques des six albums de contes de Patof (Patof en Russie, Patof chez les esquimaux, Patof chez les coupeurs de têtes, Patof dans la baleine, Patof chez les petits hommes verts et Patof chez les cowboys)
- 1973 : Disque d'or (100 000 copies vendues) pour le simple Patof le roi des clowns [103]
- 1997 : Une rue de Blainville est nommée en son honneur